# Кальтаниссетта
Кальтаниссетта (итал. Caltanissetta, сиц. Nissa, Cartanissetta) — коммуна в Италии, в регионе Сицилия, в провинции Кальтаниссетта.
Население составляет 60 157 человек (2008 г.), плотность населения — 145 чел./км². Занимает площадь 416 км². Почтовый индекс — 93100. Телефонный код — 0934.
Покровителем коммуны почитается Архангел Михаил. В коммуне также особо почитают Крест Господень. Празднование 29 сентября и в Великую пятницу.

## Демография
Динамика населения:

## Города-побратимы
- Рочестер, США (1965)
- Читтанова, Италия (2008)
- Севилья, Испания (2011)

## Известные уроженцы
- Россо ди Сан-Секондо, Пьер Мария (1887—1956) — писатель, журналист и драматург.

## Администрация коммуны
- Официальный сайт: http://www.comune.caltanissetta.it